# Tiopotens
Med tiopotens menas allmänt en potens med basen 10; men i allmänhet underförstås exponenten vara ett heltal. Sådana tiopotenser är användbara för att beskriva storleksordningen av reella tal. Datorer kommunicerar flyttal som tiopotenser till användaren.

## Positiva potenser
| Namn              | Potens | Decimaltal | SI-symbol | SI-prefix |
| ----------------- | ------ | --- | --------- | --------- |
| Ett               | 100    | 1 | –         | (Uni)     |
| Tio               | 101    | 10 | da (D)    | Deka      |
| Hundra            | 102    | 100 | h (H)     | Hekto     |
| Tusen             | 103    | 1 000 | k (K)     | Kilo      |
| Tiotusen (myriad) | 104    | 10 000 |           |           |
| Hundratusen       | 105    | 100 000 |           |           |
| Miljon            | 106    | 1 000 000 | M         | Mega      |
| Miljard           | 109    | 1 000 000 000 | G         | Giga      |
| Biljon            | 1012   | 1 000 000 000 000 | T         | Tera      |
| Biljard           | 1015   | 1 000 000 000 000 000 | P         | Peta      |
| Triljon           | 1018   | 1 000 000 000 000 000 000 | E         | Exa       |
| Triljard          | 1021   | 1 000 000 000 000 000 000 000 | Z         | Zetta     |
| Kvadriljon        | 1024   | 1 000 000 000 000 000 000 000 000 | Y         | Yotta     |
| Kvadriljard       | 1027   | 1 000 000 000 000 000 000 000 000 000                                                                                                  | (X)       | (Xona)    |
| Kvintiljon        | 1030   | 1 000 000 000 000 000 000 000 000 000 000                                                                                              | (W)       | (Wekta)   |
| Kvintiljard       | 1033   | 1 000 000 000 000 000 000 000 000 000 000 000                                                                                          | (V)       | (Vinka)   |
| Sextiljon         | 1036   | 1 000 000 000 000 000 000 000 000 000 000 000 000                                                                                      | (U)       | (Untra)   |
| Sextiljard        | 1039   | 1 000 000 000 000 000 000 000 000 000 000 000 000 000                                                                                  | (S)       | (Sampa)   |
| Septiljon         | 1042   | 1 000 000 000 000 000 000 000 000 000 000 000 000 000 000                                                                              | (R)       | (Rosa)    |
| Septiljard        | 1045   | 1 000 000 000 000 000 000 000 000 000 000 000 000 000 000 000                                                                          | (Q)       | (Kvoda)   |
| Oktiljon          | 1048   | 1 000 000 000 000 000 000 000 000 000 000 000 000 000 000 000 000                                                                      | (O)       | (Oba)     |
| …                 | …      | … | …         | …         |
| Googol            | 10100  | 10 000 000 000 000 000 000 000 000 000 000 000 000 000 000 000 000 000 000 000 000 000 000 000 000 000 000 000 000 000 000 000 000 000 |           |           |
| …                 | …      | … | …         | …         |

## Negativa potenser
| Namn                    | Potens | Decimaltal    | SI-symbol | SI-prefix |
| ----------------------- | ------ | ------------- | --------- | --------- |
| Tiondel                 | 10−1   | 0,1           | d         | Deci      |
| Hundradel               | 10−2   | 0,01          | c         | Centi     |
| Tusendel                | 10−3   | 0,001         | m         | Milli     |
| Tiotusendel (myriaddel) | 10−4   | 0,0001        |           |           |
| Hundratusendel          | 10−5   | 0,00001       |           |           |
| Miljondel               | 10−6   | 0,000 001     | μ         | Mikro     |
| Miljarddel              | 10−9   | 0,000 000 001 | n         | Nano      |
| Biljondel               | 10−12  | 0,000 000 001 | p         | Piko      |
| Biljarddel              | 10−15  | 0,000 000 001 | f         | Femto     |
| Triljondel              | 10−18  | 0,000 000 001 | a         | Atto      |
| Triljarddel             | 10−21  | 0,000 000 001 | z         | Zepto     |
| Kvadriljondel           | 10−24  | 0,000 000 001 | y         | Yokto     |
| Kvadriljarddel          | 10−27  | 0,000 000 001 | (x)       | (Xono)    |
| Kvintiljondel           | 10−30  | 0,000 000 001 | (w)       | (Wekto)   |
| Kvintiljarddel          | 10−33  | 0,000 000 001 | (v)       | (Vinko)   |
| Sextiljondel            | 10−36  | 0,000 000 001 | (u)       | (Untro)   |
| Sextiljarddel           | 10−39  | 0,000 000 001 | (s)       | (Sampo)   |
| Septiljondel            | 10−42  | 0,000 000 001 | (r)       | (Roso)    |
| Septiljarddel           | 10−45  | 0,000 000 001 | (q)       | (Kvodo)   |
| Oktiljondel             | 10−48  | 0,000 000 001 | (o)       | (Obo)     |

## Konventioner
Tiopotenser tillhör de mest generella sätten att ange ett reellt tal. De skrivs enligt:
{\displaystyle t\cdot 10^{m},}
exempel 
{\displaystyle 5{\text{,}}1\cdot 10^{5}=510000}
Faktorn t är ett tal
{\displaystyle 1\leq t<10}
Om sammanhanget är tekniskt eller naturvetenskapligt indikerar antalet siffror i faktorn precisionen i talet, det vill säga hur bra närmevärdet är. I matematik är detta inte alltid fallet.
Ibland används prefixkonvention, med exponenten som ett tal jämnt delbart med 3, och då är
{\displaystyle 0{\text{,}}1\leq t<100}
Konventionen är mer en rekommendation, framför allt om tal ska jämföras med varandra är det ofta bra att använda samma potens, trots att de ligger utanför rekommenderade intervallen.

## Tiopotenser och logaritmer
För {\displaystyle 1\leq t<10} gäller att vi kan skriva om t som en tiopotens mellan 0 och 1, och därför adderas för att skriva talet i logaritmform.  
{\displaystyle 5{\text{,}}1\cdot 10^{5}=10^{0,683}\cdot 10^{5}=10^{5,683}}